# Борносузов, Атанас
Атана́с Йо́сифов Борносу́зов (болг. Атанас Йосифов Борносузов; род. 5 октября 1979) — болгарский футболист, полузащитник.

## Клубная карьера
Борносузов начинал карьеру в небольших клубах «Сокол» (Пловдив) и «Олимпик» (Тетевен). В 1999 перешёл в стан тогдашнего чемпиона Болгарии — «Литекса» из Ловеча. Там он провёл 4 года. Затем выступал за «Нафтекс» из Бургаса.
В 2005 году Борносузов перешёл в томскую «Томь». Первый матч за неё он провёл 27 августа против «Шинника» из Ярославля. Борносузов провёл на поле 41 минуту. В чемпионате России-2005 Борносузов провёл 9 игр, получил 3 жёлтые карточки и забил 1 гол («Тереку»).
В 2005 году, будучи игроком «Томи», он дал скандальное интервью болгарской спортивной газете «7 дни спорт». Там он, в частности, сказал: «В России, если хочешь решить какую-то проблему, покупаешь тому, кто должен что-то сделать, бутылку водки, и всё решается», «русские девушки ходят по улицам с бутылкой пива или водки в руках. В Болгарии такого не увидишь. Болгарки, по-моему, и красивее».
В чемпионате России 2006 года он провёл лишь 1 игру в 6-м туре против «Амкара», после чего был продан в «Левски». Там Борносузов не проходил в состав и в начале 2007 года перешёл в «Терек» за 100 тысяч евро. В составе «Терека» занял 2-е место в первенстве первого дивизиона 2007 года (выход в высший дивизион).
В матче Кубка России 2007/08, в котором «Терек» принимал «Урал», он не снял с руки обручальное кольцо, из-за чего матч был задержан на 10 минут.
В 2008 году Борносузов перешёл из «Терека» в «Аль-Салмию».